# Фолина
Фолѝна (на италиански: Follina; на венециански: Fołina) е малко градче и община в Северна Италия, провинция Тревизо, регион Венето. Разположено е на 191 m надморска височина. Населението на общината е 3910 души (към 2010 г.).